# Cuntis (kommunhuvudort)
Cuntis är en kommunhuvudort i Spanien.   Den ligger i provinsen Provincia de Pontevedra och regionen Galicien, i den nordvästra delen av landet, 500 km nordväst om huvudstaden Madrid. Cuntis ligger 164 meter över havet och antalet invånare är 5 398.
Terrängen runt Cuntis är kuperad. Runt Cuntis är det ganska tätbefolkat, med 67 invånare per kvadratkilometer. Närmaste större samhälle är A Estrada, 8,6 km nordost om Cuntis. I omgivningarna runt Cuntis växer i huvudsak blandskog.